# سکو سیلا
سکو سیلا (انگلیسی: Sekou Sylla؛ زادهٔ ۹ ژانویهٔ ۱۹۹۹) بازیکن فوتبال متولد هلند اهل گینه است.
وی همچنین در تیم ملی فوتبال گینه بازی کرده است.